# Igla S
Igla S est le 192e roman de la série SAS, écrit par Gérard de Villiers et publié en 2012 aux Éditions Gérard de Villiers (nouvelle publication en 2015 avec une page de couverture différente). L'action du roman se déroule courant 2012, à Moscou (Russie) et brièvement à New York et Vienne.

## Personnages principaux
- Malko Linge
- Elko Krisantem
- Parviz et Benazir Amritzar
- Rem Tolkatchev
- Alexis Somov
- Gocha Sukhoumi
- Julia Naryshkin
- Alexandra Portanski
- Bruce Hathaway
- Marina Pirogoska

## Résumé

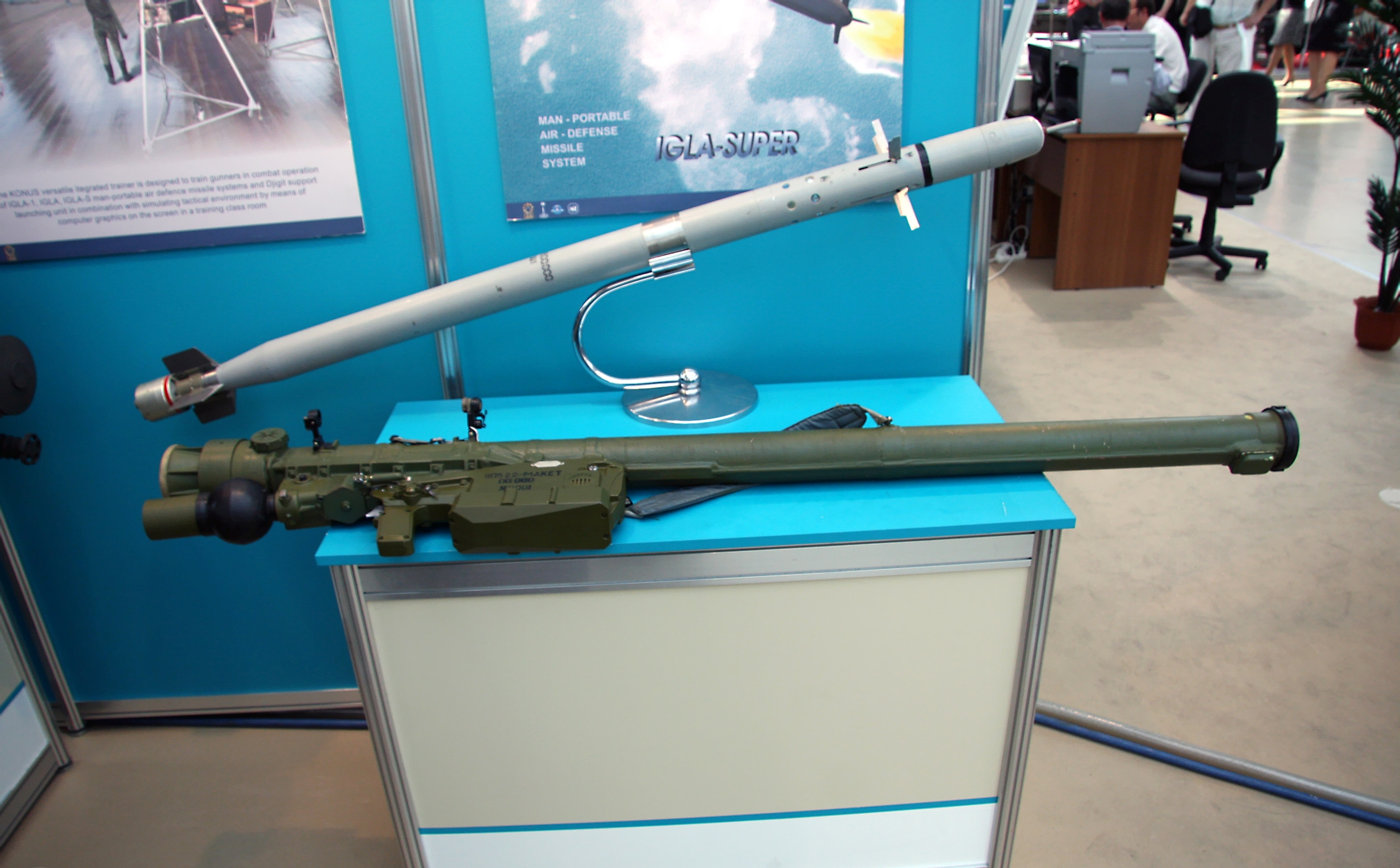
Un modèle ancien d'Igla S

(Le roman est divisé en 26 chapitres).
À New-York, l'américano-pakistanais Parviz Amritzar, vendeur de tapis, marié avec Benazir, rêve de djihad. Se rendant sur des sites internet concernant le djihad, il est contacté par un islamiste radical, Mahmoud, à qui il explique qu'il souhaiterait obtenir un missile sol-air russe Igla S afin d'abattre prochainement l'avion du président des États-Unis à Moscou, où la sécurité aérienne n'est pas excellente. Peu après, le lecteur apprend que « Mahmoud » est un agent du FBI chargé par ses chefs de « provoquer » un terroriste potentiel afin de l'inciter à passer à l'acte et de l'interpeller en flagrant délit… Il s'agit du Plan Vanguard, dirigé par Leslie Bryant (chapitres 1 à 3).
L'agent du FBI chargé du suivi du dossier à Moscou, Bruce Hathaway, sollicite officiellement l'aide de son contact au FSB, Sergueï Tretiakov, afin que le FSB prête un Igla S dans une opération de contre-espionnage. Puis le chef de station de la CIA en Autriche contacte Malko. Il lui dit que « par hasard », la CIA a eu vent de cette opération et que ses dirigeants craignent un coup tordu des Russes contre le FBI. Malko est donc chargé de surveiller Parviz Amritzar et son épouse quand ces derniers feront escale à Vienne pendant 48 h avant de continuer leur route vers Moscou. De son côté, à Moscou, Rem Tolkatchev, l'éminence grise de Vladimir Poutine, est informé de la demande du FBI et propose au président Poutine de piéger le FBI : le plan est que le FSB surveille Parviz Amritzar, lequel sera arrêté en même temps qu'Hathaway, non couvert par l'immunité diplomatique. Puis Tolkatchev fera échanger Bruce Hataway, accusé d'espionnage, contre Viktor Bout, un espion russe détenu aux États-Unis. La proposition américaine est connue de la secrétaire du directeur général du FSB, qui a une liaison sentimentale avec Alexis Somov, un ancien officier du GRU spécialisé dans le « commerce gris » des armes. Somov est intéressé par cette opération, flairant la bonne affaire financière : il a des clients daghestanais qui paieraient une fortune pour des missiles Igla S. Somov est lui-même en lien avec son « protecteur », le général Razgonov, no 3 du GRU, susceptible de lui fournir des Igla S. Pendant ce temps, Parviz Amritzar (qui a reçu 200 000 dollars en numéraire de Mahmoud pour l'achat d'un Igla S) et Benazir sont arrivés en Autriche. Ils sont surveillés par Malko et Elko Krisantem. Mais la CIA a reçu une étrange demande : le FSB lui demande officiellement une note d'information sur Parviz Amritzar ! Les analystes de la CIA sentent qu'une manipulation se prépare contre le FBI. Malko est donc envoyé à Moscou en tant qu'observateur discret du couple Amritzar. Justement ces derniers viennent d'arriver en Russie, et Parviz Amritzar rencontre « Youri » (agent Jeff Soloway du FBI). Arrivé peu après à Moscou, Malko contacte Gocha Sukhoumi, un ancien agent du KGB en Géorgie rencontré deux ans auparavant dans l'affaire des S-300, à qui l'Autrichien avait rendu un grand service (chapitres 4 à 8).
La structure des cinq groupes en conflit est alors en place :
1. Parviz Amritzar qui veut détruire l'avion présidentiel,
2. le FBI qui cherche à le faire passer pour terroriste afin d'avoir des retombées médiatiques favorables,
3. le FSB et Rem Tolkatchev qui souhaitent coincer le FBI,
4. Somov et Razgonov attirés par l'argent de la vente à des Daghestanais des Igla S,
5. Malko agissant en free-lance pour la CIA.

Malko fait d'ailleurs connaissance avec Julia Naryshkin, la compagne de Gocha Sukhumi, lequel informe Malko de la manipulation russe. Pendant ce temps, Rem Tolkatchev a appris l'arrivée en Russie de Malko et décide son élimination, compte tenu de ses antécédents. En allant voir son amie Alexandra Portanski, Malko échappe de justesse à un assassinat. Un camion chargé de huit Igla S est attaqué, et la cargaison volée à l'instigation d'Alexi Somov. Parviz Amritzar a rendez-vous avec « Youri » ; mais en raison de leur vol, la livraison des Igla S est reportée, et par conséquent le rendez-vous piégé par le FSB est lui aussi reporté. Alexis Somov propose un plan au général Razgonov : Parviz Amritzar sera attiré dans un piège avec les 200.000 dollars, il sera assassiné. Le plan est mis à exécution : Parviz Amritzar est assassiné par des Caucasiens dirigés par Somov. Plusieurs de ses objets personnels sont volés dans la foulée (argent, montre, portable, bague). Le FBI tente de contacter Amritzar, mais sans succès. Hathaway finit par se dire que le Pakistanais était plus intelligent que prévu, et qu'il a réussi à obtenir l'Igla S pour abattre l'avion présidentiel, une semaine avant l'arrivée d'Obama à Moscou, et tout le monde ignore où il se trouve ! Ignorant la mort de l'homme, Hathaway se dit que la belle opération montée par le FBI s'achève en cauchemar… (chapitres 9 à 15).
Malko s'intéresse à la « filière caucasienne ». Un nom lui est donné par Julia Naryshkin, celui de Marina Pirogoska, une prostituée qui connaît beaucoup de monde. Pendant ce temps les services secrets russes enquêtent sur l'Igla S. Somov, grâce à sa maîtresse, apprend que l'usine va être visitée. Il prend les devants et assassine Molov, le gestionnaire des stocks qui lui avait permis de faire sortir huit Igla S. Lorsque les enquêteurs russes viennent à l'usine, ils découvrent l'ampleur du vol (jusqu'à présent, un seul Igla S était censé avoir été volé) et la mort de Molov. Pendant qu'il poursuit son enquête, Malko fait l'objet d'une seconde tentative d'assassinat, cette fois-ci à l'initiative de Somov. Mais Malko se défend en tuant l'assassin, et récupère le portable de l'homme. Il s'agit du portable de Parviz Amritzar ! Malko se demande si Marina est pour quelque chose dans la tentative de meurtre, et retournant la voir, finit par avoir une relation sexuelle avec elle (chapitres 16 à 19).
Bruce Hathaway est incarcéré par les Russes qui l'accusent de complicité de terrorisme. Malko continue son enquête. Somov fait le ménage en faisant assassiner Marina Pirogoska. Néanmoins Malko, grâce à l'intermédiation de Julia, parvient à rencontrer Somov (le portable a « parlé » et la biographie de Somov a été épluchée : c'est lui le voleur des Igla S et le commanditaire de l'assassinat de Parviz Amritzar). Malko lui propose un marché : la remise des Igla S contre l'immunité. Somov accepte. Les huit missiles sont détruits, mais Malko viole le marché : il remet Somov entre les mains du FSB, qui en échange libère Bruce Hathaway (chapitres 20 à 26).